# Шорникова, Елена Михайловна
Елена Михайловна Шорникова (родилась 10 марта 1995 в Махачкале) — российская регбистка, нападающая клуба «Сборная Дагестана».

## Биография
Выступает за сборную Дагестана.
В составе российской сборной Шорникова выступила на чемпионате Европы, проходившем 6-15 октября 2016 года в Мадриде.